# Casa de Ópera de Frankfurt

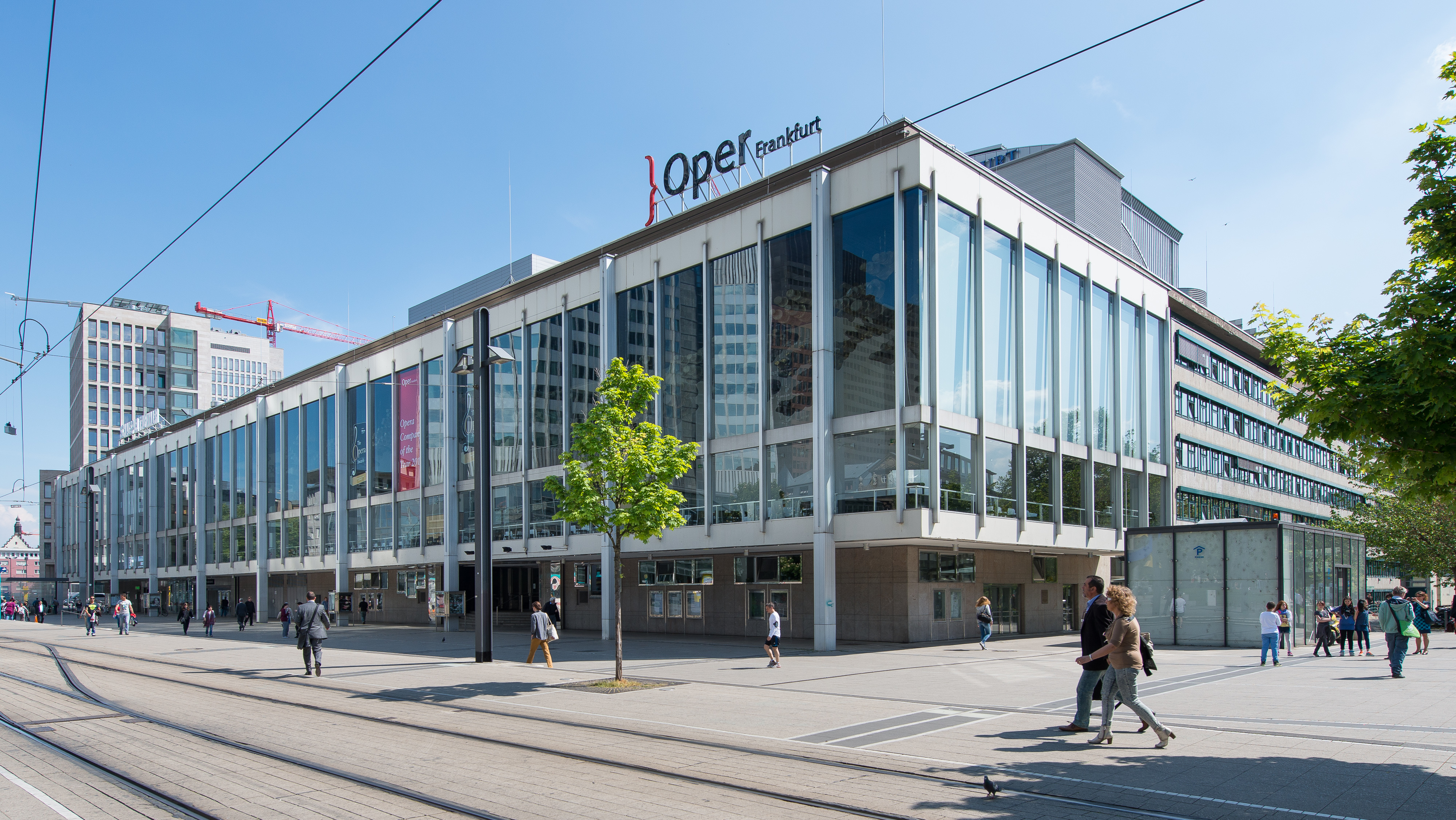
A casa de ópera

A Casa de Ópera de Frankfurt (em alemão Opern- und Schauspielhaus Frankfurt) é uma importante casa de ópera em Frankfurt, Alemanha. Em 2013 a casa recebeu o título de "A Casa de ópera do ano". Muitos cantores famosos começaram suas carreiras com a companhia (Franz Wölker, Edda Moser, Cheryl Studer e Diana Damrau) e atrai muitos cantores, como Christian Gerhaher (que apareceu na produção de L'Orfeo de Monteverdi), Piotr Beczala (que apareceu em Werther de Massenet) e Jan-Hendrik Rootering (apareceu em Parsifal de Richard Wagner). Foram associados com a companhia também, cantores como: Johannes Martin Kränzle, Juanita Lascarro, Stuart Skelton, etc.
O atual diretor musical é Sebastian Weigle e o diretor é Bernd Loebe.

## Diretores da Ópera
- 2002-: Bernd Loebe
- 2008 Sebastian Weigle
- 1999–2008 Paolo Carignani
- 1997–2002 Martin Steinhoff
- 1993–1997 Sylvain Cambreling
- 1987–1991 Gary Bertini
- 1977–1987 Michael Gielen
- 1967–1977 Christoph von Dohnányi
- 1961–1966 Lovro von Matačić
- 1952–1961 Sir Georg Solti
- 1945–1951 Bruno Vondenhoff
- 1938–1944 Franz Konwitschny
- 1937–1938 Georg Ludwig Jochum
- 1935–1936 Karl Maria Zwißler* 1933–1934 Bertil Wetzelsberger
- 1929–1933 Hans Wilhelm Steinberg
- 1924–1929 Clemens Krauss
- 1893–1924 Ludwig Rottenberg
- 1880–1892 Felix Otto Dessoff

## Diretores do Teatro
- Desde 2001 Elisabeth Schweeger
- Peter Eschberg 1991–2001
- Hans-Peter Doll 1990–1991
- Günther Rühle 1985–1990
- Adolf Dresen 1981–1985
- Wilfried Minks/Johannes Schaaf 1980–1981
- Peter Palitzsch 1972–1980
- Ulrich Erfurth 1968–1972
- Harry Buckwitz 1951–1968
- Richard Weichert/Heinz Hilpert 1947–1951
- Toni Impekoven 1945–1947
- Hans Meissner 1933–1944
- Alwin Kronbacher 1929–1933
- Richard Weichert 1920–1929
- Karl Zeiss 1916–1920
- Max Behrend 1912–1916
- Emil Claar 1879–1912